# Zyginidia viaduensis
Zyginidia viaduensis är en insektsart som först beskrevs av Wagner 1941.  Zyginidia viaduensis ingår i släktet Zyginidia och familjen dvärgstritar. Inga underarter finns listade i Catalogue of Life.